# Montier-en-l'Isle
Montier-en-l'Isle és un municipi francès situat al departament de l'Aube i a la regió del Gran Est. L'any 2007 tenia 206 habitants.

## Demografia

### Població
El 2007 la població de fet de Montier-en-l'Isle era de 206 persones. Hi havia 86 famílies de les quals 20 eren unipersonals (16 homes vivint sols i 4 dones vivint soles), 33 parelles sense fills i 33 parelles amb fills.
La població ha evolucionat segons el següent gràfic:
Habitants censats

### Habitatges
El 2007 hi havia 115 habitatges, 88 eren l'habitatge principal de la família, 16 eren segones residències i 11 estaven desocupats. 110 eren cases i 5 eren apartaments. Dels 88 habitatges principals, 77 estaven ocupats pels seus propietaris, 9 estaven llogats i ocupats pels llogaters i 2 estaven cedits a títol gratuït; 1 tenia dues cambres, 10 en tenien tres, 20 en tenien quatre i 56 en tenien cinc o més. 69 habitatges disposaven pel capbaix d'una plaça de pàrquing. A 28 habitatges hi havia un automòbil i a 54 n'hi havia dos o més.

### Piràmide de població
La piràmide de població per edats i sexe el 2009 era:
| Homes | Edats   | Dones |
| ----- | ------- | ----- |
| 0     | 95 o +  | 0     |
| 0     | 90 a 94 | 0     |
| 4     | 85 a 89 | 0     |
| 4     | 80 a 84 | 0     |
| 4     | 75 a 79 | 8     |
| 4     | 70 a 74 | 8     |
| 8     | 65 a 69 | 4     |
| 0     | 60 a 64 | 8     |
| 4     | 55 a 59 | 4     |
| 8     | 50 a 54 | 4     |
| 4     | 45 a 49 | 0     |
| 8     | 40 a 44 | 12    |
| 12    | 35 a 39 | 12    |
| 12    | 30 a 34 | 16    |
| 8     | 25 a 29 | 0     |
| 4     | 20 a 24 | 4     |
| 8     | 15 a 19 | 4     |
| 12    | 10 a 14 | 16    |
| 12    | 5 a 9   | 4     |
| 12    | 0 a 4   | 8     |

## Economia
El 2007 la població en edat de treballar era de 139 persones, 106 eren actives i 33 eren inactives. De les 106 persones actives 99 estaven ocupades (52 homes i 47 dones) i 7 estaven aturades (6 homes i 1 dona). De les 33 persones inactives 20 estaven jubilades, 8 estaven estudiant i 5 estaven classificades com a «altres inactius».

### Ingressos
El 2009 a Montier-en-l'Isle hi havia 86 unitats fiscals que integraven 213 persones, la mediana anual d'ingressos fiscals per persona era de 21.367 €.

### Activitats econòmiques
Dels 8 establiments que hi havia el 2007, 4 eren d'empreses alimentàries, 1 d'una empresa de construcció i 3 d'empreses de serveis.
Dels 2 establiments de servei als particulars que hi havia el 2009, 1 era un taller d'inspecció tècnica de vehicles i 1 guixaire pintor.
L'any 2000 a Montier-en-l'Isle hi havia 10 explotacions agrícoles que ocupaven un total de 455 hectàrees.

## Equipaments sanitaris i escolars
El 2009 hi havia una escola elemental integrada dins d'un grup escolar amb les comunes properes formant una escola dispersa.

## Poblacions més properes
El següent diagrama mostra les poblacions més properes.